# 러더포듐
러더포듐(←영어: rutherfordium 러더포디엄[*]) 또는 쿠르차토븀(문화어: 쿠르차토비움←독일어: Kurtschatovium 쿠르차토비움[*])은 화학 원소로 기호는 Rf(←라틴어: rutherfordium 루테르포르디움[*]), 원자 번호는 104이다.
러더포듐은 인공적으로 만들어진 강한 방사성 원소이다.
러더포듐의 제일 안정된 동위 원소는 265Rf이며, 반감기는 약 13 시간이다.
이 원소는 대부분 잘 쓰이지 않으며, 이 원소에 대해 조금밖에 알려지지 않은 상태이다. 러더포듐은 초악티늄족 원소의 첫 번째 원소이며, 화학적으로 하프늄과 비슷하다고 예견되어왔다.

## 역사
러더포듐(뉴질랜드태생의 영국 핵 과학자인 어니스트 러더퍼드에서 명명됨) 은 기록상으로 1964년 구소련의 더브나에 있는 Joint Nuclear Research Institute에서 처음으로 합성되었다.